# Федорівка (Олександрійський район)
Фе́дорівка — колишнє село в Україні, підпорядковувалося Протопопівській сільській раді Олександрійського району Кіровоградської області.
Виключене з облікових даних рішенням Кіровоградської обласної ради від 27 грудня 2013 року.

## Історія
Станом на 1886 рік у селі Федірської волості Олександрійського повіту Херсонської губернії, мешкала 621 особа, налічувалось 87 дворових господарств.